# Cheissoux
Cheissoux  est une commune française située dans le département de la Haute-Vienne, en région Nouvelle-Aquitaine.

## Géographie

### Localisation
La commune est limitrophe du département de la Creuse.
Elle se trouve dans l'aire d'attraction de Limoges ainsi que dans la zone d'emploi de cette ville, et dans le bassin de vie de Saint-Léonard-de-Noblat.

### Communes limitrophes
Les communes limitrophes sont  Auriat, Bujaleuf, Champnétery, Saint-Julien-le-Petit et Saint-Moreil.
|             | Auriat (Creuse) | Saint-Moreil (Creuse) |
| Champnétery | Cheissoux       | Saint-Julien-le-Petit |
|             | Bujaleuf        |                       |

### Géologie et relief
La commune de Cheissoux (1 021 ha) a un relief de plateau, au sous-sol formé de roches métamorphiques. Ce plateau n'est pas « vraiment » plat, comme en donne pourtant l'impression la route qui traverse la commune, qui est la partie la plus occidentale du plateau de Millevaches.
Le territoire communal est ainsi fait d'une vaste partie centrale, entre 430 et 460 m d'altitude : le plateau est parsemé de petites collines, et fortement entaillé à l'est par le vallon du ruisseau de Cheissoux. Au nord-est au contraire, le relief s'élève au-dessus de 500 m : le point culminant est à 547 m. Les monts d'Auriat, ici le versant sud, sont un véritable château d'eau.

### Hydrographie

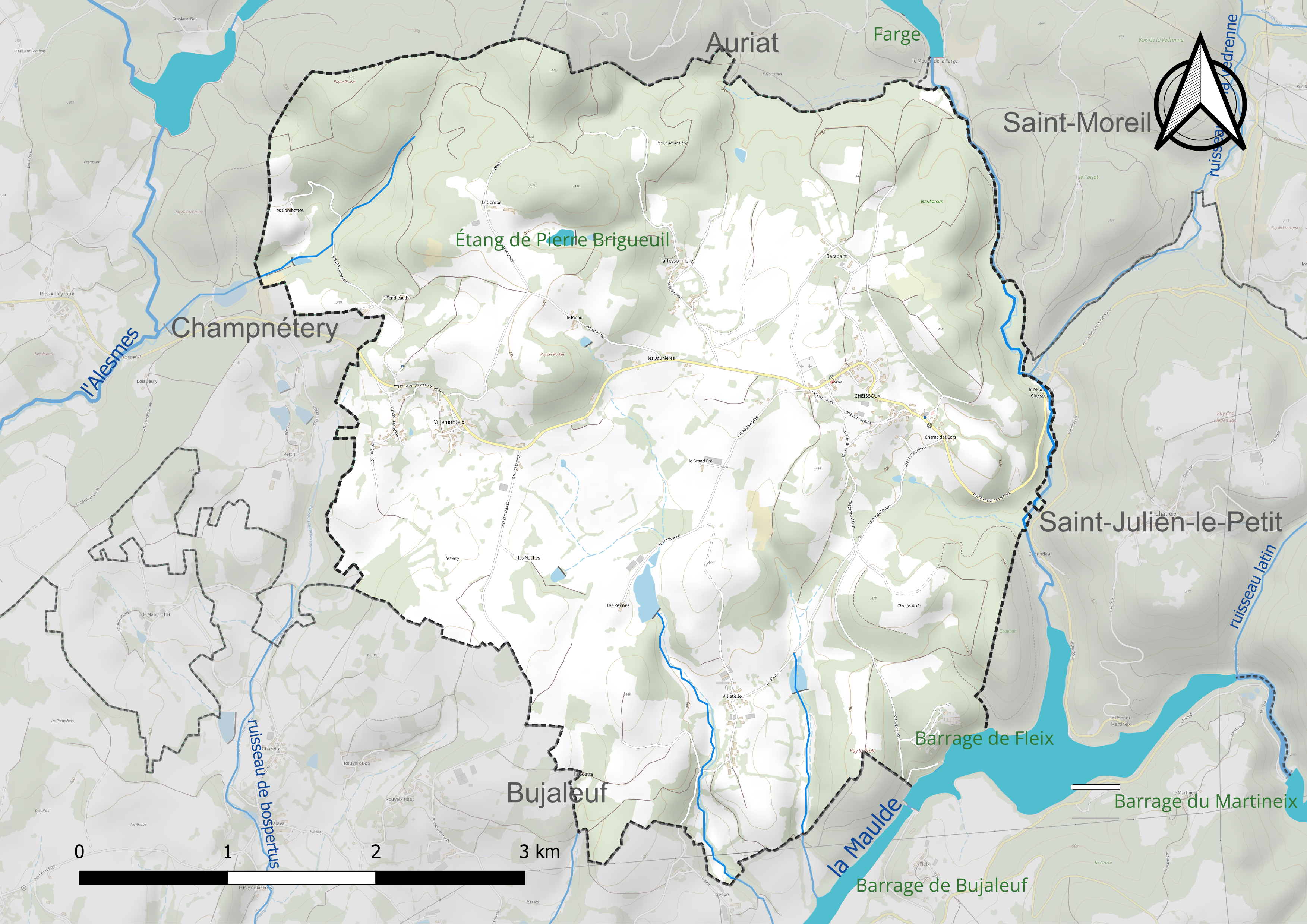
Carte hydrographique de la commune.

La Maulde constitue la limite sud-est du territoire communal. C'est un affluent droit de la Vienne, donc un sous-affluent de la Loire.
On trouve aussi quelques cours d'eau, dont le plus important – le « ruisseau de Cheissoux » – limite la commune à l'est. La présence de l'eau est plus spectaculaire encore avec les nombreuses sources, dont l'importance est perceptible dans la toponymie (voir article spécifique). Les paysages, très verdoyants, alternent bois, prairies et champs. On est ici au « pays de l'arbre et de l'eau »,.

### Climat
Pour des articles plus généraux, voir Climat de la Nouvelle-Aquitaine et Climat de la Haute-Vienne.
Historiquement, la commune est exposée à un climat océanique limousin.  
En 2020, Météo-France publie une typologie des climats de la France métropolitaine dans laquelle la commune est exposée à un climat de montagne et est dans la région climatique Ouest et nord-ouest du Massif Central, caractérisée par une pluviométrie annuelle de 900 à 1 500 mm, maximale en automne et en hiver.
Pour la période 1971-2000, la température annuelle moyenne est de 10,8 °C, avec une amplitude thermique annuelle de 14,8 °C. Le cumul annuel moyen de précipitations est de 1 171 mm, avec 13,4 jours de précipitations en janvier et 8,4 jours en juillet. Pour la période 1991-2020, la température moyenne annuelle observée sur la station météorologique la plus proche, située sur la commune d'Eymoutiers à 12,76 km à vol d'oiseau, est de 11,4 °C et le cumul annuel moyen de précipitations est de 1 170,3 mm,. Pour l'avenir, les paramètres climatiques de la commune estimés pour 2050 selon différents scénarios d’émission de gaz à effet de serre sont consultables sur un site dédié publié par Météo-France en novembre 2022.

### Paysages
La commune se trouve dans un site vallonné et contrasté, où la forêt alterne avec un paysage de prairies, de rivières et  de ruisseaux. Les résineux dominent la partie nord, montueuse et accidentée. Peu de champs aujourd'hui, les sols étant pauvres

## Urbanisme
Les constructions traditionnelles sont édifiées en granit et sont marquées par l'activité agricole,.

### Typologie
Au 1er janvier 2024, Cheissoux est catégorisée commune rurale à habitat très dispersé, selon la nouvelle grille communale de densité à sept niveaux définie par l'Insee en 2022.
Elle est située hors unité urbaine. Par ailleurs la commune fait partie de l'aire d'attraction de Limoges, dont elle est une commune de la couronne,. Cette aire, qui regroupe 127 communes, est catégorisée dans les aires de 200 000 à moins de 700 000 habitants,.

### Occupation des sols

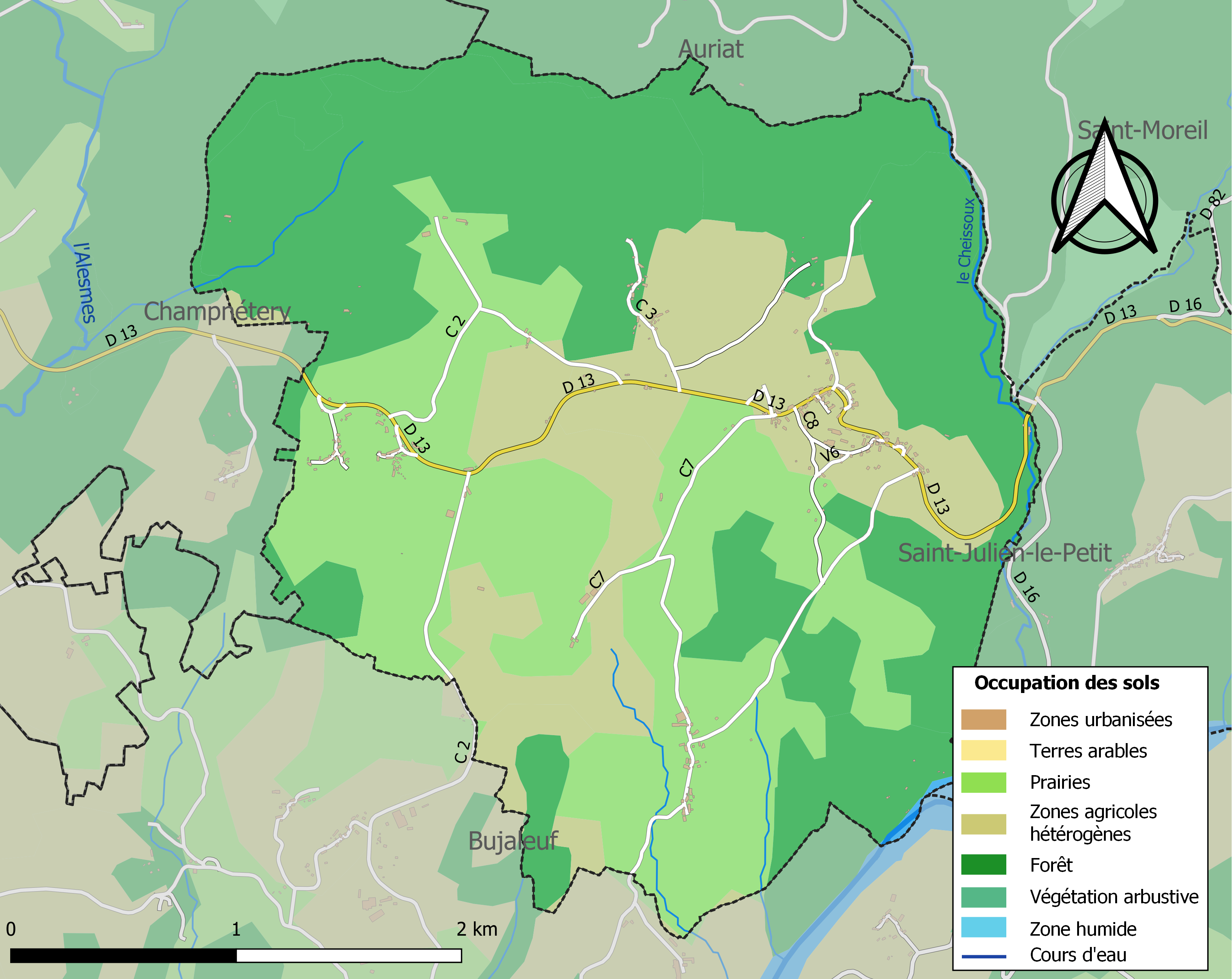
Carte des infrastructures et de l'occupation des sols de la commune en 2018 (CLC).

L'occupation des sols de la commune, telle qu'elle ressort de la base de données européenne d’occupation biophysique des sols Corine Land Cover (CLC), est marquée par l'importance des territoires agricoles (53,6 % en 2018), une proportion identique à celle de 1990 (53,6 %). 
La répartition détaillée en 2018 est la suivante : forêts (46,1 %), prairies (32,7 %), zones agricoles hétérogènes (20,9 %), eaux continentales (0,2 %). 
L'évolution de l’occupation des sols de la commune et de ses infrastructures peut être observée sur les différentes représentations cartographiques du territoire : la carte de Cassini (XVIIIe siècle), la carte d'état-major (1820-1866) et les cartes ou photos aériennes de l'IGN pour la période actuelle (1950 à aujourd'hui).

### Habitat et logement
En 2021, le nombre total de logements dans la commune était de 178, alors qu'il était de 174 en 2016 et de 173 en 2011. 
Parmi ces logements, 58,2 % étaient des résidences principales, 33,3 % des résidences secondaires et 8,5 % des logements vacants. Ces logements étaient pour 97,7 % d'entre eux des maisons individuelles et pour 0,6 % des appartements. 
Le tableau ci-dessous présente la typologie des logements à Cheissoux en 2021 en comparaison avec celle de la Haute-Vienne et de la France entière. Une caractéristique marquante du parc de logements est ainsi une proportion de résidences secondaires et logements occasionnels (33,3 %) supérieure à celle du département (7,7 %) et à celle de la France entière (9,7 %). 
| Typologie                                               | Cheissoux | Haute-Vienne | France entière |
| ------------------------------------------------------- | --------- | ------------ | -------------- |
| Résidences principales (en %)                           | 58,2      | 82,7         | 82,2           |
| Résidences secondaires et logements occasionnels (en %) | 33,3      | 7,7          | 9,7            |
| Logements vacants (en %)                                | 8,5       | 9,6          | 8,1            |

### Risques naturels et technologiques
Le territoire de la commune de Cheissoux est vulnérable à différents aléas naturels : météorologiques (tempête, orage, neige, grand froid, canicule ou sécheresse) et séisme (sismicité faible). Il est également exposé à un risque technologique, la rupture d'un barrage, et à un risque particulier : le risque de radon. Un site publié par le BRGM permet d'évaluer simplement et rapidement les risques d'un bien localisé soit par son adresse soit par le numéro de sa parcelle.

#### Risques naturels

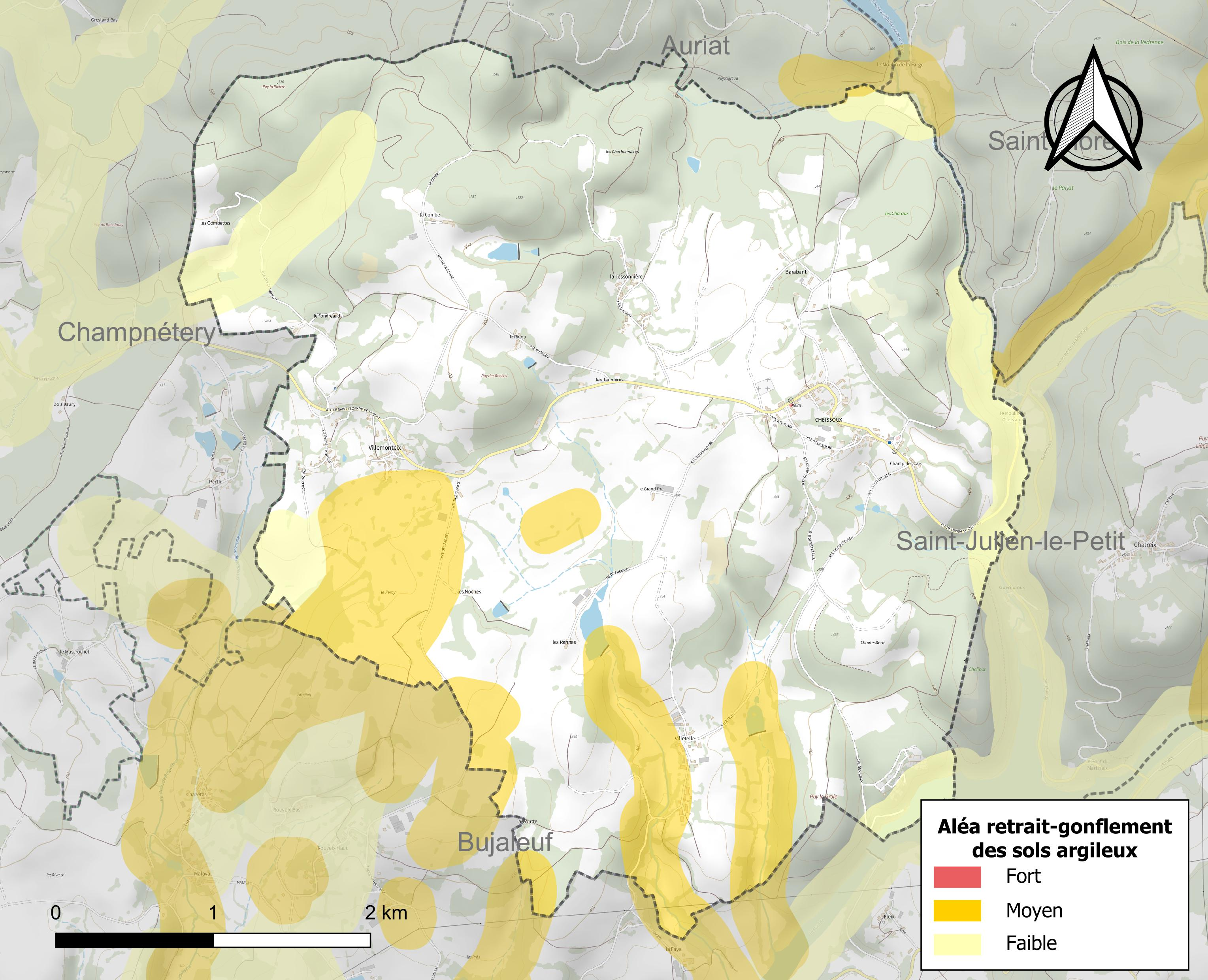
Carte des zones d'aléa retrait-gonflement des sols argileux de Cheissoux.

Le retrait-gonflement des sols argileux est susceptible d'engendrer des dommages importants aux bâtiments en cas d’alternance de périodes de sécheresse et de pluie. 12,9 % de la superficie communale est en aléa moyen ou fort (27 % au niveau départemental et 48,5 % au niveau national métropolitain). Depuis le 1er octobre 2020, en application de la loi ÉLAN, différentes contraintes s'imposent aux vendeurs, maîtres d'ouvrages ou constructeurs de biens situés dans une zone classée en aléa moyen ou fort,.
La commune a été reconnue en état de catastrophe naturelle au titre des dommages causés par les inondations et coulées de boue survenues en 1982 et 1999 et par des mouvements de terrain en 1999.

#### Risques technologiques
La commune est en outre située en aval du barrage de Vassivière, un ouvrage de classe A situé dans le département de la Creuse, sur la Maulde. À ce titre elle est susceptible d’être touchée par l’onde de submersion consécutive à la rupture de cet ouvrage.

#### Risque particulier
Dans plusieurs parties du territoire national, le radon, accumulé dans certains logements ou autres locaux, peut constituer une source significative d’exposition de la population aux rayonnements ionisants. Selon la classification de 2018, la commune de Cheissoux est classée en zone 3, à savoir zone à potentiel radon significatif.

## Toponymie
Encore nommée usuellement Cheissoux-la-Chapelle au début du XXe siècle.
La commune est dénommée Chaisson la Chapèla en occitan.
La toponymie locale est développée dans le site municipal

## Histoire

### Moyen Âge
L'occupation humaine de la commune est très ancienne, comme l'atteste la petite église romane.
On connaît peu de textes pour la période médiévale si ce n'est une donation (1130) : les terres et l'église étaient données par le prieur d'Aureil à celui de Saint Léonard. L'existence d'une paroisse est attestée en 1318. Ensuite, elle est alternativement intégrée soit dans celle de Bujaleuf (v. 1558), puis de Champnètery, et à nouveau de Bujaleuf (1825)
Le village de Villetelle, au sud-ouest, a appartenu aux Hospitaliers de l'ordre de Saint-Jean de Jérusalem de la commanderie de Charrières et du grand prieuré d'Auvergne.

### Temps modernes
Avec l'apparition des registres paroissiaux (fin XVIIe siècle), on peut voir se développer une micro-société assez banale, dans le cadre des paroisses successives. Curieusement, on trouve un certain nombre de mariages avec des habitants de Royère-en-Poitou (aujourd'hui Royère-de-Vassivière), en amont, et Saint Léonard (aujourd'hui Saint-Léonard-de-Noblat), en aval. Il semble que Cheissoux ait été une étape importante sur la route des « maçons creusois » vers l'Angoumois et l'Aquitaine.

### Époque contemporaine
La fin du XIXe siècle voit la création de deux écoles, non mixtes. En 1896, il y avait 136 élèves (66 garçons, 70 filles). J. Dubois donne la liste des instituteurs, dont le couple Chapoulaud en 1888.
La commune est créée en 1905, par détachement de celle de Bujaleuf.

#### Première Guerre mondiale
Comme partout, la Première Guerre mondiale est très meurtrière : 25 noms figurent sur le monument aux morts dédié « à nos enfants victimes de la guerre ». Tous ces « poilus » étaient des 2e classe. Le plus jeune avait 20 ans, le plus âgé 39. L'un est même mort après l'armistice, en captivité, le 12 décembre 1918. Pour 10 d'entre eux, on n'a pas retrouvé leurs corps. Ils ont été déclarés décédés par décision de justice.

#### Seconde Guerre mondiale
Après le Débarquement de Normandie, La colonne de blindés des S.S. « 2e division SS Das Reich » reprend sa route vers Guéret où elle participe à la reprise en main de la ville[pas clair]. Le 9 juin1944 , l'unité des S.S. du major Helmut Kämpfe fait le trajet en sens inverse. A bord de sa petite Volkwagen décapotable, Kämpfe double la colonne de blindés et part au devant seulement[pas clair] sur la route de Saint-Léonard-de-Noblat et Sauviat-sur-Vige des maquisards lui tombent dessus, l'entraînant avec eux dans les profondeurs de la montagne limousine. il est capturé par les hommes du sergent Jean Canou appartenant au maquis de Georges Guingouin en traversant la route nationale à Moissannes et est enfermé dans une ferme de Cheissoux où il est gardé par des FTP. 
La veille du 10 juin 1944, Georges Guingouin apprend que Adolf Diekmann, commandant au régiment SS "Das Reich", arrive à Saint-Junien pour mener dans le secteur des opérations contre la Résistance. en début d'après-midi ce sera Massacre d'Oradour-sur-Glane. Kämpfe est exécuté sur ordre de Guingouin.
Depuis 1986, en bordure de cet axe se dresse un menhir, réalisé par l’artiste Jean-Joseph Sanfourche pour rappeler la capture du major Helmut Kämpfe,,.

## Politique et administration

### Rattachements administratifs et électoraux

#### Rattachements administratifs
La commune se trouve depuis sa création en 1905 dans l'arrondissement de Limoges du département de la Haute-Vienne.
Elle faisait partie depuis 1905 du canton d'Eymoutiers. Dans le cadre du redécoupage cantonal de 2014 en France, cette circonscription administrative territoriale a disparu, et le canton n'est plus qu'une circonscription électorale.

#### Rattachements électoraux
Pour les élections départementales, la commune fait partie depuis 2014 d'un nouveau canton d'Eymoutiers porté de 12 à 32 communes.
Pour l'élection des députés, elle fait partie de la première circonscription de la Haute-Vienne.

### Intercommunalité
Cheissoux est membre de la communauté de communes des Portes de Vassivière, un établissement public de coopération intercommunale (EPCI) à fiscalité propre créé fin  2003 et auquel la commune a transféré un certain nombre de ses compétences, dans les conditions déterminées par le code général des collectivités territoriales.

### Liste des maires
| Période                                  | Période                        | Identité             | Étiquette | Qualité                       |
| ---------------------------------------- | ------------------------------ | -------------------- | --------- | ----------------------------- |
| Les données manquantes sont à compléter. |                                |                      |           |                               |
|                                          |                                |                      |           |                               |
| février 1988                             | novembre 1997                  | Alain Ohier          | PCF       | Musicien Démissionnaire       |
| novembre 1997                            | mars 2023                      | Thierry Menucelli    | PS        | Cadre retraité Démissionnaire |
| juillet 2023                             | En cours (au 30 novembre 2023) | Vincent Echasserieau |           | Cadre territorial             |

## Population et société
Les habitants s'appellent les Cheissounauds et les Cheissounaudes.

### Démographie
L'évolution du nombre d'habitants est connue à travers les recensements de la population effectués dans la commune depuis 1906. Pour les communes de moins de 10 000 habitants, une enquête de recensement portant sur toute la population est réalisée tous les cinq ans, les populations de référence des années intermédiaires étant quant à elles estimées par interpolation ou extrapolation. Pour la commune, le premier recensement exhaustif entrant dans le cadre du nouveau dispositif a été réalisé en 2005.

En 2022, la commune comptait 223 habitants, en évolution de +24,58 % par rapport à 2016 (Haute-Vienne : −0,68 %, France hors Mayotte : +2,11 %).
| 1906 | 1911 | 1921 | 1926 | 1931 | 1936 | 1946 | 1954 | 1962 |
| ---- | ---- | ---- | ---- | ---- | ---- | ---- | ---- | ---- |
| 608  | 587  | 521  | 507  | 451  | 427  | 385  | 339  | 287  |

| 1968 | 1975 | 1982 | 1990 | 1999 | 2005 | 2006 | 2010 | 2015 |
| ---- | ---- | ---- | ---- | ---- | ---- | ---- | ---- | ---- |
| 261  | 259  | 210  | 192  | 209  | 210  | 211  | 188  | 181  |

| 2020 | 2022 | - | - | - | - | - | - | - |
| ---- | ---- | - | - | - | - | - | - | - |
| 217  | 223  | - | - | - | - | - | - | - |

## Culture locale et patrimoine

### Lieux et monuments
- Église de la Nativité-de la-Vierge  Classé MH (1984)[39],[40], du XIIIe siècle et sa croix monumentale. Un panneau explicatif est visible à l'entrée à droite. Simple et clair, on découvre l'essentiel. La restauration des fresques murales a mis en valeur des œuvres sobres, et surtout d'une grande beauté. Pas besoin d'être croyant pour apprécier
- Le Puy des Roches, hauteur surmontée d'un énorme bloc granitique[41]. Un circuit pédestre passe à proximité.

- Le monument aux morts[42] : Érigé en bas du bourg, près de l'église, il ne présente a priori pas de caractéristiques remarquables. Il ressemble à la grande majorité des monuments limousins. Sur un grand bloc de granite, en forme d'obélisque, sont gravés 25 noms de soldats « morts pour la France » (selon la terminologie officielle). Seule figure l'initiale du prénom. On y trouve deux décors assez banals : un rameau avec feuilles de palmes et deux « croix de guerre ». En observant plus attentivement, on peut s'apercevoir que quelques feuilles de chêne ont été ajoutées; il s'agit d'une marque identitaire assez originale (pas de trace ailleurs dans le canton, et même au-delà sur le Plateau de Millevaches). Les distinctions militaires sont une concession à un modèle assez classique, et ne veulent pas signifier un quelconque militarisme. Aucun casque, aucune arme, encore moins de représentation d'un soldat en pied. Par contre, l'inscription est plus originale. Elle apporte une nette connotation pacifiste, comme nombre de monuments dans l'est de la Haute-Vienne : « La commune de Cheissoux à ses enfants victimes de la guerre ». C'est bien le mot « victime» qui est ici important. Les élus des années 1920 ont décidé de souligner le sacrifice plutôt que l'héroïsme. On conviendra que cette nuance n'est pas très apparente, l'ensemble du monument, sans référence religieuse, se voulant avant tout consensuel.
- Croix monumentales des XVe et XIXe siècles[43].

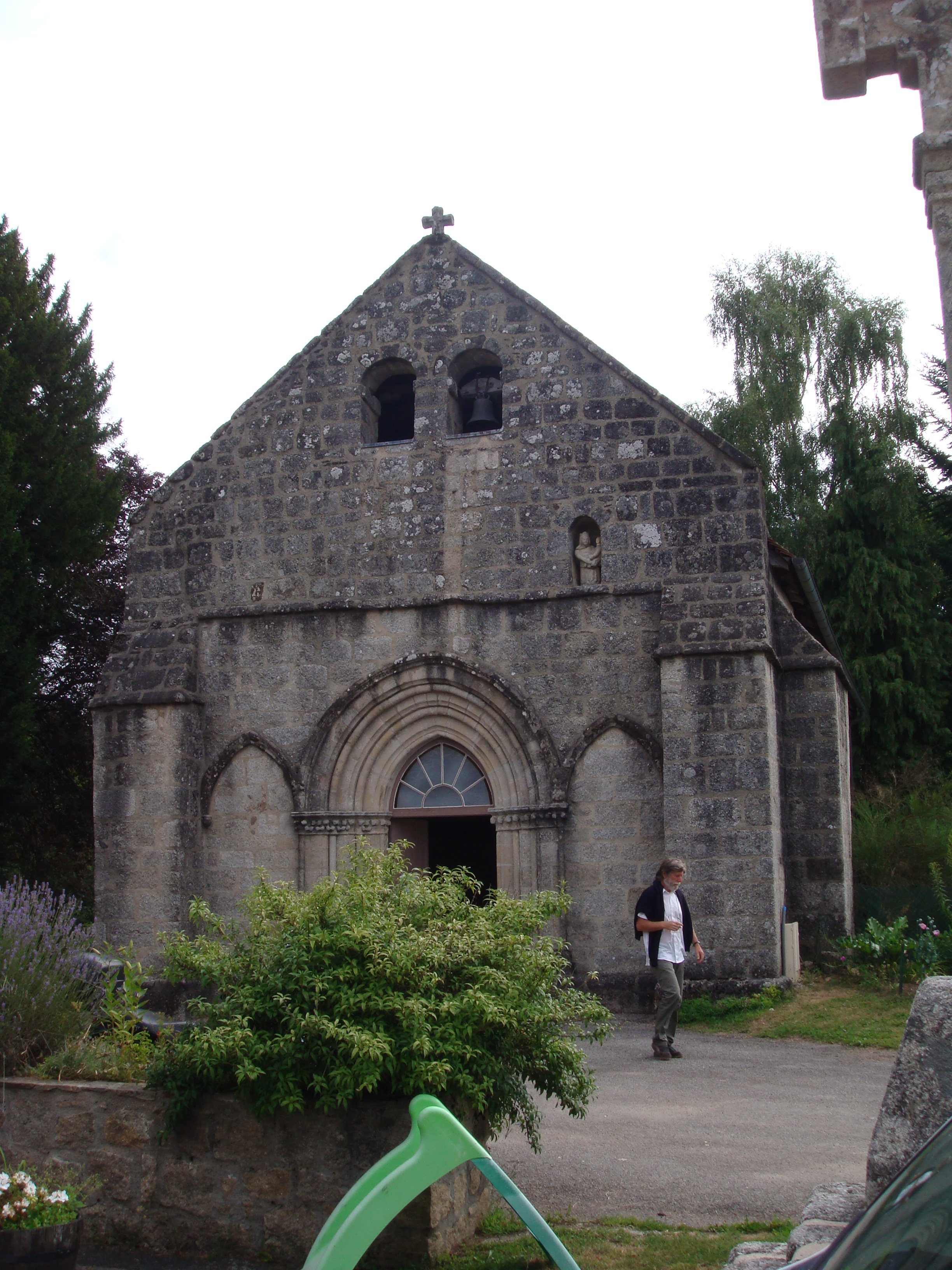
L'église...
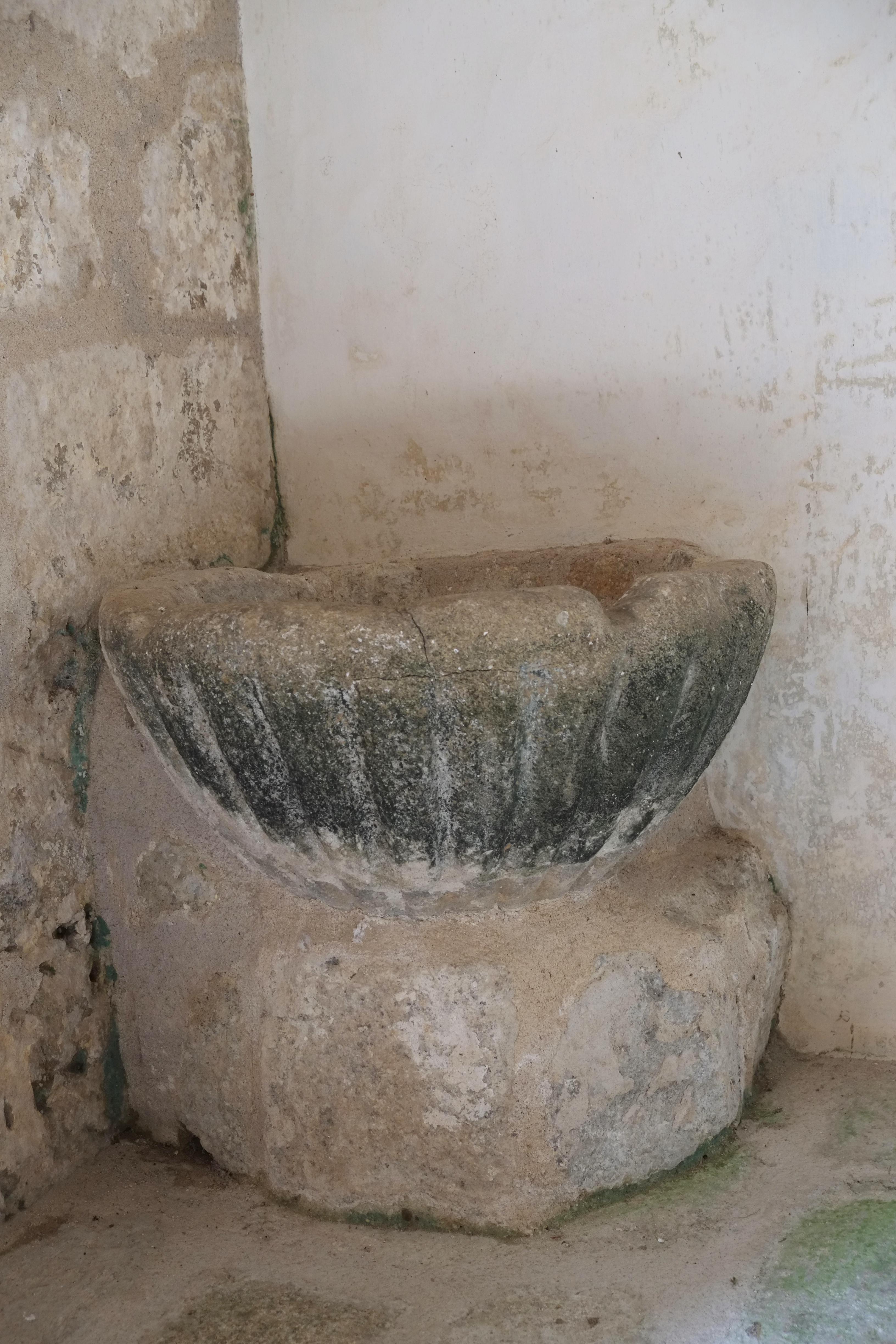
... et ses fonts baptismaux.
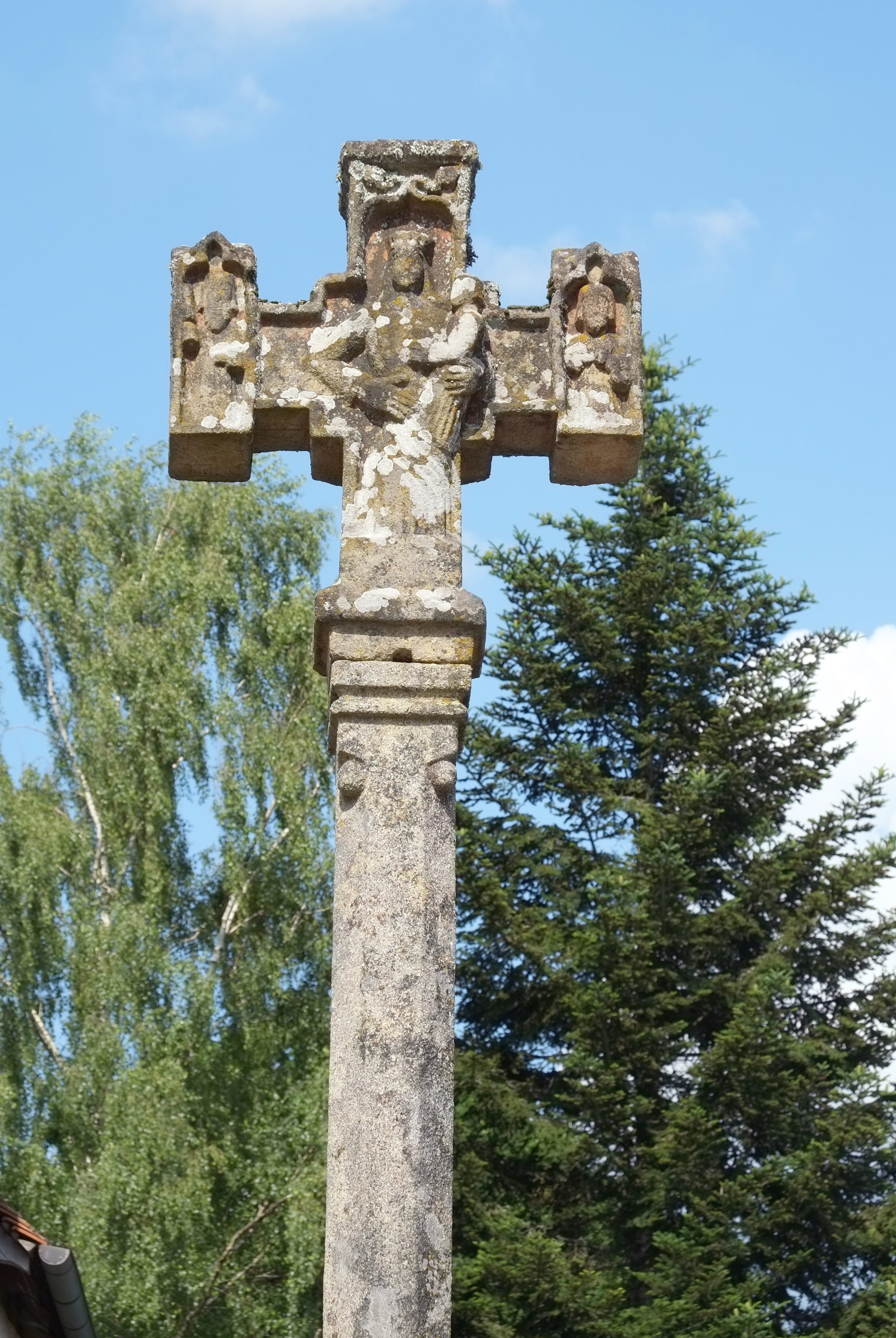
La croix monumentale...
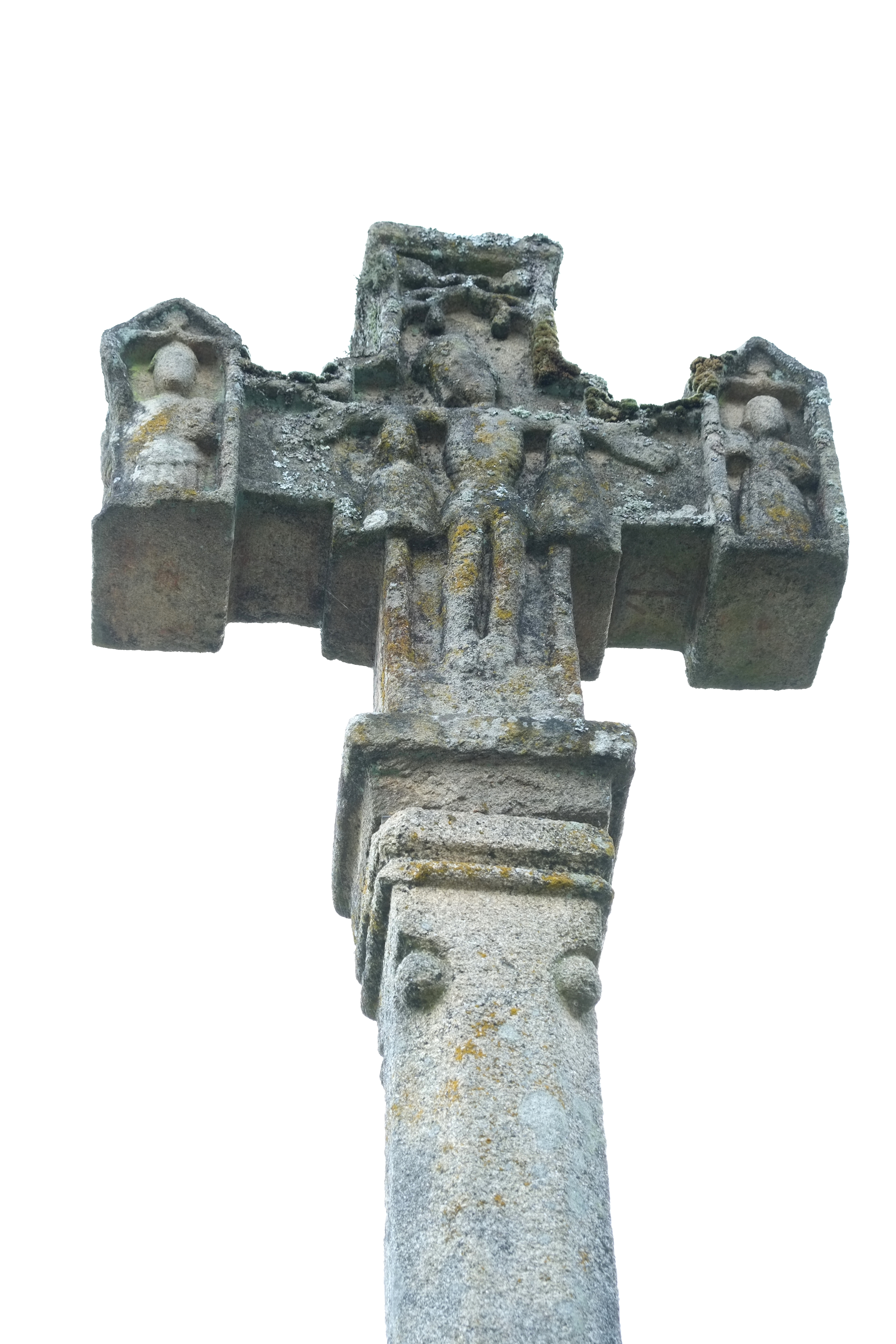
... et détail de son sommet.

### Blasonnement
| Blason de Cheissoux | Blason  | D'azur au mont de trois coupeaux d'argent, sommé d'une colombe contournée et couvant d'or, surmontée d'un croissant d'argent. |
| Blason de Cheissoux | Détails | Le statut officiel du blason reste à déterminer.                                                                              |

## Pour approfondir